# Погурська-Воля
Погурська-Воля (пол. Pogórska Wola) — село в Польщі, у гміні Скшишув Тарновського повіту Малопольського воєводства.
Населення — 2877 осіб (2011).

## Демографія
Демографічна структура станом на 31 березня 2011 року:
|          | Загалом | Допрацездатний вік | Працездатний вік | Постпрацездатний вік |
| -------- | ------- | ------------------ | ---------------- | -------------------- |
| Чоловіки | 1453    | 317                | 1029             | 107                  |
| Жінки    | 1424    | 316                | 880              | 228                  |
| Разом    | 2877    | 633                | 1909             | 335                  |